# Gando (Canarie)
Pour les articles homonymes, voir Gando.
Gando est une localité canarienne qui abrite l'aéroport international de la Grande Canarie, une base militaire et un cap rocheux.

## Géographie et historique
Gando est une petite péninsule à l'est de l'île de Gran Canaria (îles Canaries, Espagne).
Dans cette zone se trouve l'aéroport de la Grande Canarie, qui a une zone militaire et une zone civile. Le site de l'ancienne base aérienne militaire a coïncidé avec les limites d'un ancien lazaret, qui a été construit au milieu du XIXe siècle pour abriter les personnes touchées par une épidémie de tuberculose qui a ensuite ravagé l'île.

Le lazaret en 1934.
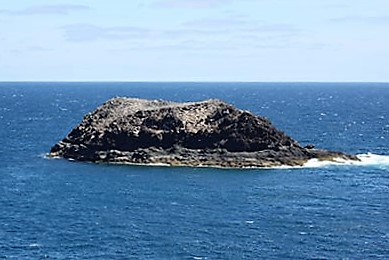
Roque de Gando.